# Бродокалмак
Бродокалма́к — село в Красноармейском районе Челябинской области. Административный центр Бродокалмакского сельского поселения.

## География
Через село протекает река Теча. Ближайшие населённые пункты: деревня Усольцево, деревня Тирикуль с одноимённым озером.

## История
Селение возникло для охраны брода Калмацкого (по состоянию на 1760-е гг. село называлось Калмыцкой брод, находилось в 33 верстах от Миасской крепости) через реку Течу, у Теченской слободы от набегов башкир. Отсюда название. Брод имел важное значение для снабжения провизией из Теченской слободы расположенных южнее Оренбургской и Верхояицкой крепостей.
В 1923—1959 годах — центр Бродокалмакского района.

## Население
| 1959 | 2002  | 2010  |
| ---- | ----- | ----- |
| 5330 | ↘3491 | ↘3046 |

По данным Всероссийской переписи, в 2010 году численность населения села составляла 6567 человек (3393 мужчины и 2893 женщины). 

## Улицы
Уличная сеть села состоит из 38 улиц.

## Транспорт
Через село проходит региональная автодорога 75К-132 Миасское — Шадринск, возникшая на месте называемого c XVIII века по названию села Бродокалмакского тракта.